# 領知目録
領知目録（りょうちもくろく）とは、江戸時代に所領の宛行・安堵を行う際に領知判物・領知朱印状に添えて同時に発給される目録。
与えられる所領の属する国郡ごとの村数・石高及び村名が記されている。

## 概要
米が取れないために特別な規定を持つ蝦夷松前藩（松前家）以外の全ての大名と一部門跡寺院に出される。他の宛行先に対しては領知目録は出されず、領知判物・領知朱印状の中に国郡村名が記載された。
領知目録は国郡ごとに4・5段にわたって村名が記されている（ただし、郡を一円知行している場合には郡名のみ記される）。村名と石高は大名らが事前に提出した帳面などに基づき、石高は国もしくは郡単位ごとに表高を用いて記される。
将軍代替わりに行われる継目安堵の際には将軍が大名から任じた奉行（奏者番などが任じられる場合が多い）、その他の場合（寄進・加増・転封・村替など）には老中が奉行の代役として差出人となる。
領知目録には一定の形式・書札礼が存在し、間似合紙を1枚に記すのを原則とし、村数が多い場合には複数枚を継紙して継目の裏側には奉行・老中の黒印が押印される。上包は間似合紙・鳥の子紙で縦上下に折り、真ん中に「領知目録」の4字のみを記す。
大名が自己の家臣に所領の宛行・安堵を行う際にも知行状そのものに書かれる場合と別個に目録が発給される場合があった。